# Heteropoma
Heteropoma là một chi ốc có mài nhỏ sống ở đầm ngập mặn là động vật thân mềm chân bụng, trong họ Assimineidae.

## Các loài
Các loài thuộc chi Heteropoma bao gồm:
- Heteropoma fulva
- Heteropoma glabratum
- Heteropoma pyramis
- Heteropoma quadrasi
- Heteropoma tuberculatum
- Heteropoma turritum